# 岐阜県道287号上白金真砂線
岐阜県道287号上白金真砂線（ぎふけんどう287ごう かみしろかねまさごせん）は、岐阜県関市から同県岐阜市に至る一般県道である。

## 概要
関市上白金から長良川左岸を経て岐阜市の忠節橋を終点とする道路である。
岐阜市芥見の藍川橋東交差点から岩田西にかけては、かつて長良川リバーサイド有料道路として通行料金を徴収していたが、2012年（平成24年）4月1日より無料開放された。

### 路線データ
- 起点 : 岐阜県関市上白金（国道156号交点）
- 終点 : 岐阜県岐阜市真砂町1丁目（国道157号・国道303号交点）

## 歴史
- 1977年（昭和52年）2月27日 - 路線認定[2]

## 地理

### 通過する自治体
- 岐阜県
  - 関市 - 岐阜市

### 交差する道路
- 国道156号（上白金交差点）
- 岐阜県道201号溝口下白金線（関市上白金地内 - 関市下白金地内で重複）
- 岐阜県道93号川島三輪線（藍川橋東交差点）
- 岐阜県道77号岐阜環状線（鵜飼い大橋南東交差点、鵜飼い大橋南西交差点）
- 国道256号（長良橋南交差点 - 矢島町1丁目交差点で重複）
- 国道157号・国道303号（忠節橋南交差点）

### 沿線
- 桜橋（津保川）
- 岐阜中央カントリークラブ（ゴルフ場）
- リバーサイド大橋（津保川）
- 藍川橋（長良川）
- 千鳥橋（長良川）
- 日野堂後公園（日野サッカー場）
- 岐阜市立日野小学校
- 鵜飼い大橋（長良川）
- リバーパークおぶさ（公園・緑地）
- 金華山
- 岐阜城
- 岐阜護國神社
- 岐阜公園
- 金華山ロープウェー 金華山麓駅
- 岐阜市歴史博物館
- 加藤栄三・東一記念美術館
- 名和昆虫博物館
- 円空美術館
- 岐阜県歴史資料館
- 伊奈波神社
- 岐阜市立岐阜小学校
- 本願寺岐阜別院
- 岐阜県立岐阜盲学校
- 忠節橋（長良川）